# Modelagem matemática
A modelagem matemática é a área do conhecimento que estuda a simulação de sistemas reais a fim de prever o comportamento destes, sendo empregada em diversos campos de estudo, tais como física, química, biologia, economia e engenharias. Ou seja, a modelagem matemática consiste na atividade (ou tentativa) de descrever matematicamente um fenômeno.
Além desses aspectos a Modelagem matemática pode ser utilizada para o Ensino de Matemática, nesse sentido, a modelagem é concebida como uma estratégia de ensino. Para Costa (2018) Modelagem pode ser compreendida como uma metodologia de ensino que possibilita ao estudante abordar conteúdos matemáticos a partir de fenômenos de sua realidade, e tem como objetivo explicar matematicamente situações do cotidiano, das mais diferentes áreas da Ciência, com o propósito de educar matematicamente. Ela permite uma inversão do “modelo comum” de ensino, visto que, por meio da modelagem selecionam-se primeiramente os problemas e deles emergem os conteúdos matemáticos, de modo a resolvê-los.
Para quem utiliza essa metodologia de ensino fica perceptível que sua principal característica é promover situações em que os estudantes assimilem conhecimentos matemáticos a partir de situações reais. No entanto, há diferentes concepções sobre como aplicar a Modelagem no ensino.
Para Costa (2016) existem dois modos para realizar a modelagem em sala de aula: um deles é que os fenômenos estudados devem partir dos alunos e o outro, que esses podem partir do professor ou dos alunos. No entender desse autor, existem pontos positivos e negativos em cada uma das escolhas. No caso da escolha do tema gerador partindo do aluno, entende-se que ele sentir-se-á mais envolvido no processo de ensino-aprendizagem, pois o tema partiu de suas escolhas, mas entende-se que nesse caso o tema pode gerar uma Matemática que não é próxima ao conhecimento da turma.
Já quando a escolha parte do professor, o tema gerador é conhecido por ele e deste modo, espera-se que o conceito matemático a ser ensinado seja próximo aos conhecimentos dos estudantes, mas pela escolha ter partido do professor, os estudantes podem não se envolver tanto na realização da atividade. Entende-se que, com a o ensino na perspectiva da modelagem matemática, não existe mais um currículo neutro, descontextualizado e sem significado, pois ele parte de fenômenos presentes na realidade do estudante, nesse caso o ensino é constantemente reconstruído pelos professores e estudantes.
Sadovsky (2010, p. 103) considera que frequentemente os professores afirmam que “a matemática está em toda parte” para convencer seus alunos da importância de seu estudo. Embora seu estudo seja, sim, relevante, a Matemática não é visível em toda parte. A frase “soa” tão distante da experiência dos estudantes, que dificilmente será capaz de motivá-los de alguma maneira interessante para o ensino.
Assim acredita-se que com a modelagem  podemos ensinar Matemática de modo que os alunos percebam a matemática no seu cotidiano, deste modo, eles podem perceber que realmente a matemática está em toda parte.
Modelagem Matemática está diretamente relacionada com a resolução de problemas e com os procedimentos. O fim da Modelagem é ter um modelo matemático que seja a solução do problema inicial. Na Educação Básica, a Modelagem é vista como uma alternativa pedagógica na qual é utilizada uma situação problema real ou da própria Matemática.
Alguns aspectos são importantes no desenvolvimento dos trabalhos com modelagem: investigação autônoma (trabalho em grupo), ciclo de modelagem e temas do mundo real. A ideia é fazer modelagem para aprender matemática, ou seja, os Modelos Matemáticos precisam ser significativos com situações-problemas úteis e possíveis de serem resolvidas e discutidas.
Dentre as diferentes formas e métodos de modelagem tem-se a modelagem via autômatos celulares e equações diferenciais, parciais ou ordinárias. A modelagem matemática via equações diferenciais tem um papel de enorme destaque, visto que tal técnica tem sido utilizada para modelar fenômenos desde o século XVII por Malthus e Verhulst,no final dos anos 1700 . Então, pode-se dizer que um modelo matemático é desenvolvido para simular a realidade usando a linguagem matemática. .
Os modelos matemáticos se subsidiam, por exemplo, das leis da física (como as leis de Kirchhoff para sistemas elétricos e as leis de Newton para mecânicos) ou dados experimentais.
Frequentemente, os modelos atingem grau de sofisticação suficiente para justificar ferramentas computacionais, envolvendo sistemas de equações diferenciais. Softwares como MATLAB e Scilab contam com recursos focados nas soluções de tais modelos.

## Metodologia para estudo de um modelo matemático
A modelagem de um fenômeno via equações diferenciais é, normalmente, feita da seguinte forma: através da simples observação conseguem-se informações sobre as taxas de variação do fenômeno (que do ponto de vista matemático são derivadas), escreve-se a equação que relaciona as taxas de variação e a função, isto é, a equação diferencial associada e, a partir da solução desta equação tem-se uma possível descrição do fenômeno.
Então, tal modelo matemático será também composto por parâmetros (constantes), que são intrínsecas ao sistema a ser estudado; variáveis que afetam o sistema, porém o modelo não foi designado para estudar seu comportamento (variáveis independentes) e as variáveis as quais o modelo foi designado para estudar (variáveis dependentes). Quando o sistema em questão busca retratar um fenômeno que consiste na interação entre duas ou mais entidades, então a modelagem é feita através de um sistema de equações diferenciais . 
O modelo Lotka-Volterra (ou presa-predador), por exemplo, desenvolvido na década de 1920, é dado por:
{\displaystyle \,\!\left\{{\begin{matrix}x'(t)=ax+bx(t)y(t)\\y'(t)=-cy+dx(t)y(t)\end{matrix}}\right.}
Em que {\displaystyle \,\!a,b,c} e {\displaystyle \,\!d} são os parâmetros, {\displaystyle \,\!x(t)} e {\displaystyle \,\!y(t)} são as variáveis dependentes, respectivamente a população de presas e predadores e {\displaystyle \,\!t} é a variável independente, o tempo neste caso.
Para se estudar um modelo matemático de equações diferenciais, de uma maneira geral, devem ser seguidos alguns passos:
- Obtenção dos pontos de equilíbrio:

Consiste em fazer {\displaystyle \,\!x'(t)=0} e {\displaystyle \,\!y'(t)=0}, resolver o sistema resultante e obter os valores de {\displaystyle \,\!x(t)} e {\displaystyle \,\!y(t)} no equilíbrio, ou seja, quanto as respectivas taxas de variação são zero;
- Obter a Matriz jacobiana do sistema;

- Calcular a Matriz jacobiana nos pontos de equilíbrio obtidos acima;

- Obter os autovalores da matriz e fazer a seguinte análise de estabilidade:

1. Para autovalores reais, o ponto será estável se todos os autovalores forem menores que zero, instável se todos forem maiores que zero e ponto cela se apresentarem ambas as situações;
2. Para autovalores complexos, o ponto será uma espiral estável se os autovalores tiverem a parte real negativa, espiral instável se a parte real for positiva e um centro se a parte real for nula.

- Analisar o retrato de fase do sistema.

## Dificuldades e aplicações
Os modelos matemáticos apresentam uma série de aspectos úteis do ponto de vista científico. Além de apresentar naturalmente uma linguagem concisa, que pode vir a facilitar sua manipulação, um modelo matemático traz também aspectos como a possibilidade de confirmar ou rejeitar determinadas hipóteses relacionadas a complexos sistemas, revelar contradições em dados obtidos e/ou hipóteses formuladas, prever o comportamento de um sistema sob condições não testadas ou ainda não “testáveis”, dentre outros .
Por outro lado, quanto maior é a proximidade do modelo com a realidade, mais complexo será o modelo. Isto significa um maior numero de parâmetros e conseqüentemente uma maior dificuldade tanto na obtenção de dados a partir do modelo quanto na interpretação desses dados gerados pelo modelo em questão. 
Modelos simples são mais fáceis de lidar, porém modelos mais sofisticados são frequentemente necessários. É importante ressaltar que as previsões do comportamento de um determinado modelo matemático, caso se faça necessário dependendo de sua complexidade, se dão através de simulações computacionais do mesmo. Caso o modelo seja suficientemente simples, teorias matemáticas são eficientes ferramentas para se obter conclusões gerais. Então, pode-se dizer que ao desenvolver um modelo matemático busca-se um ponto ótimo entre a representação da realidade e a complexidade do modelo, para que a obtenção de resultados coerentes seja possível, bem como sua interpretação.
Segundo Howard Emmons, “o desafio em modelagem matemática não é produzir os modelos descritivos mais compreensíveis, mas sim produzir modelos suficientemente simples que incorporam as principais características do fenômeno em questão”.
Portanto, a modelagem matemática ajuda a evitar ou reduzir a necessidade de gastos excessivos em experimentos, ou até mesmo simular experimentos impossíveis de serem realizados na prática.

## Exemplo
Vamos estudar, neste exemplo o comportamento do sistema Lotka-Volterra.
O sistema Lotka-Volterra apresenta uma tendência de oscilar, como tem sido observado a mais de um século atrás. 
Antes de chegar às equações do modelo, é interessante levantar algumas considerações feitas por Volterra de modo a simplificar o sistema:
1. As presas crescem de uma maneira ilimitada quando os predadores não as mantêm sob controle;
2. Os predadores dependem da presença de suas presas para sobreviverem;
3. A taxa de predação depende da probabilidade com a qual a vítima é encontrada pelo predador;
4. A taxa de crescimento da população de predadores é proporcional à comida ingerida por eles (taxa de predação).

Feitas essas considerações, o modelo é dado por:
{\displaystyle \,\!\left\{{\begin{matrix}x'(t)=ax+bx(t)y(t)\\y'(t)=-cy+dx(t)y(t)\end{matrix}}\right.}
Em que:
- o termo {\displaystyle \,\!xy} está associado à probabilidade de encontro entre presas e predadores;
- a razão {\displaystyle \,\!d/b} é análoga à eficiência de predação, isto é, a eficiência de converter uma unidade de presa em uma unidade de predador.

Visto isso, podemos começar o estudo do comportamento do modelo:
- Obtenção dos pontos de equilíbrio:

Das equações acima, temos

{\displaystyle \,\!\left\{{\begin{matrix}ax+bx(t)y(t)=0\\-cy+dx(t)y(t)=0\end{matrix}}\right.}

Então, os pontos de equilíbrio serão:

{\displaystyle \,\!(x_{1},y_{1})=(c/d,a/b)} e {\displaystyle \,\!(x_{2},y_{2})=(0,0)}

- Matriz jacobiana do sistema:

{\displaystyle J={\begin{bmatrix}a-by&-bx\\dy&-c+dx\end{bmatrix}}}
- Análise de estabilidade:

Para o ponto {\displaystyle \,\!(x_{1},y_{1})=(c/d,a/b)}, temos:

{\displaystyle J(x_{1},y_{1})={\begin{bmatrix}0&-bc/d\\da/b&0\end{bmatrix}}}

Os autovalores são:

{\displaystyle \,\!r_{1}={\sqrt {(ac)}}i}.
 e {\displaystyle \,\!r_{2}=-{\sqrt {(ac)}}i}.

Portanto, o ponto {\displaystyle \,\!(x_{1},y_{1})} é um centro.

Para o ponto {\displaystyle \,\!(x_{2},y_{2})=(0,0)}, temos:

{\displaystyle J(x_{2},y_{2})={\begin{bmatrix}a&0\\0&-c\end{bmatrix}}}

Os autovalores são:

{\displaystyle \,\!r_{1}=c}.
 e {\displaystyle \,\!r_{2}=-a}.

Portanto, o ponto {\displaystyle \,\!(x_{2},y_{2})} é um ponto de sela.
Ao observar o ponto {\displaystyle \,\!(x_{1},y_{1})}, nota-se que o equilíbrio das presas é independente da sua própria taxa de crescimento ou mortalidade, visto que {\displaystyle \,\!x_{1}=c/d}. Esta observação vale também para o ponto {\displaystyle \,\!y_{2}=a/b}, com relação aos predadores.